# Stanford (Norfolk)
Stanford – wieś w Anglii, w hrabstwie Norfolk, w dystrykcie Breckland. Leży 41 km na zachód od Norwich i 127 km na północny wschód od Londynu. W 2001 miejscowość liczyła 8 mieszkańców.